# نيك كارتر (لاعب كرة قاعدة)
نيك كارتر (بالإنجليزية: Nick Carter)‏ هو لاعب كرة قاعدة أمريكي، ولد في 19 مايو 1879 في Oatlands ‏ في الولايات المتحدة، وتوفي في 23 نوفمبر 1961 في غراسونفيل في الولايات المتحدة.

## وصلات خارجية
- نيك كارتر على موقعبيزبول رفرنس.كوم (الدوري الرئيسي) (الإنجليزية)
- نيك كارتر على موقعبيزبول رفرنس.كوم (الدوري الثانوي) (الإنجليزية)